# Alfonso Torreggiani

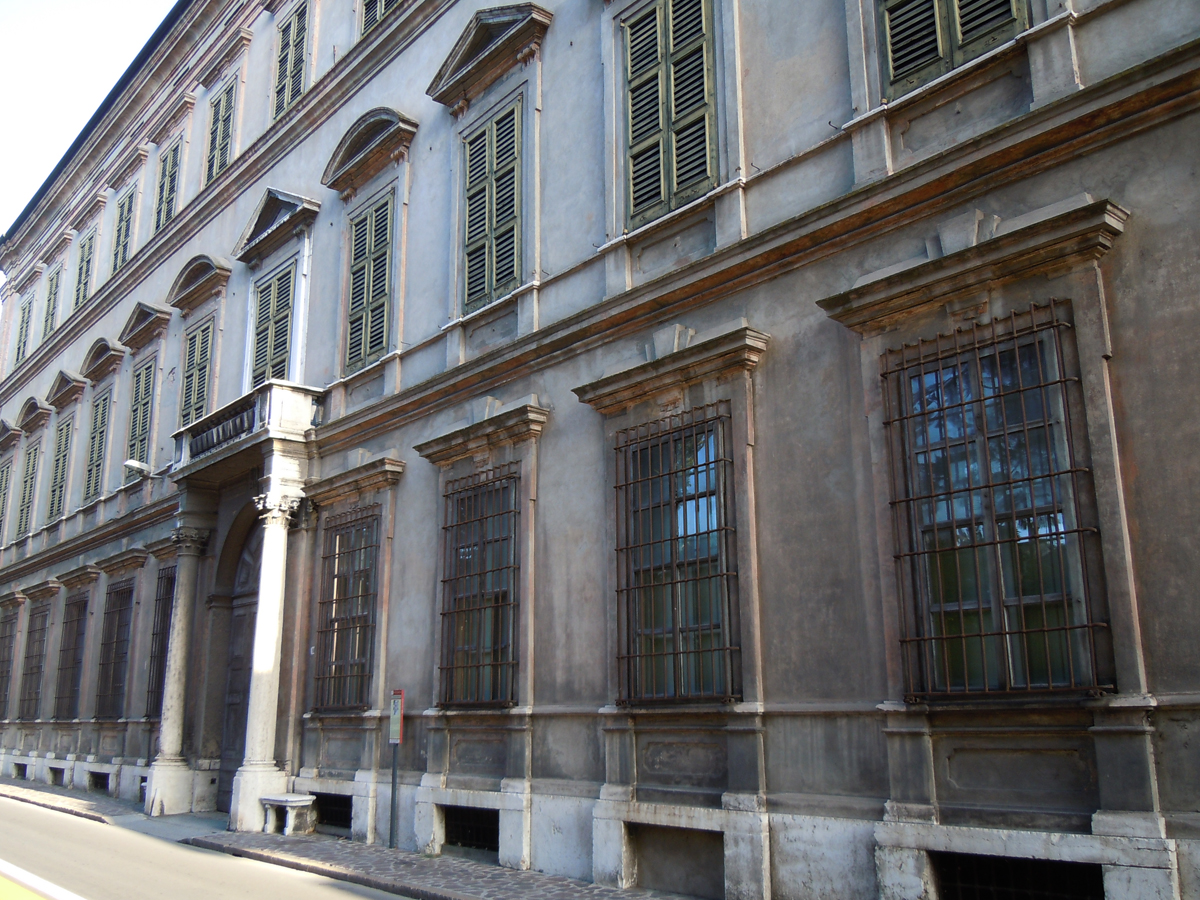
Mantova, Palazzo Cavriani

Alfonso Torreggiani (Budrio, 1682 – Bologna, 1764) è stato un architetto italiano.

## Biografia
Allievo di G. A. Torri, svolse a Bologna un'intensa attività progettando chiese e edifici privati e intervenendo come consulente nella sistemazione e ristrutturazione di costruzioni già esistenti (chiesa di Sant'Ignazio, 1726; interno del Palazzo Bargellini Panzacchi, 1732; interno della chiesa della Maddalena, 1735, palazzo d'Este già Torfanini in via Galliera, 1735; facciata del Duomo 1744-52, la cappella Aldrovandi in San Petronio, la parrocchiale di Castel San Pietro Terme tra il 1752 ed il 1757, la facciata del Palazzo Aldrovandi a Bologna, 1752). I principali committenti furono, oltre alla nobiltà cittadina e all'emergente borghesia, la Curia bolognese e la Compagnia del Gesù. Anche i Gesuiti di Mantova si affidarono ad Alfonso Torreggiani per il progetto del Palazzo degli Studi di Mantova (1763). Negli stessi anni e nella stessa città, intorno al 1756, progettò Palazzo Cavriani edificato in seguito all'abbattimento della precedente dimora dell'antica famiglia mantovana. Altra opera del Torreggiani fu il Collegio dei Gesuiti a Rimini, ora Museo della Città. Fu progettata da Torregiani anche la chiesa dei Gesuiti di Parma, San Rocco, edificata fra il 1737 e il 1754, suoi anche i progetti degli arredi interni.